# Сарх
Сарх (фр. Sarh, араб. ساره трансліт. Sārh), до 1973 Форт-Аршамбо (фр. Fort Archambault) — місто в Чаді, столиця регіону Середнє Шарі і департаменту Барх-Кох, третє за кількістю населення місто країни (75 496 осіб в 1993 році).

## Географія
Сарх знаходиться на крайньому півдні країни, за 550 км на південний схід від столиці Чаду Нджамени, на березі річки Шарі.

### Клімат
Місто знаходиться у зоні, котра характеризується кліматом тропічних саван. Найтепліший місяць — квітень із середньою температурою 31.7 °C (89 °F). Найхолодніший місяць — серпень, із середньою температурою 25.6 °С (78 °F).
| Клімат Сарха            | Клімат Сарха | Клімат Сарха | Клімат Сарха | Клімат Сарха | Клімат Сарха | Клімат Сарха | Клімат Сарха | Клімат Сарха | Клімат Сарха | Клімат Сарха | Клімат Сарха | Клімат Сарха | Клімат Сарха |
| Показник                | Січ.         | Лют.         | Бер.         | Квіт.        | Трав.        | Черв.        | Лип.         | Серп.        | Вер.         | Жовт.        | Лист.        | Груд.        | Рік          |
| Абсолютний максимум, °C | 41           | 43           | 44           | 45           | 42           | 40           | 37           | 35           | 36           | 38           | 39           | 41           | 45           |
| Середній максимум, °C   | 36           | 38           | 40           | 38           | 36           | 33           | 31           | 30           | 31           | 33           | 36           | 36           | 35           |
| Середня температура, °C | 26           | 28           | 30           | 31           | 29           | 27           | 26           | 25           | 26           | 27           | 27           | 26           | 28           |
| Середній мінімум, °C    | 16           | 18           | 21           | 24           | 23           | 22           | 21           | 21           | 21           | 21           | 19           | 16           | 21           |
| Абсолютний мінімум, °C  | 11           | 12           | 15           | 17           | 18           | 15           | 18           | 18           | 17           | 15           | 13           | 10           | 10           |
| Норма опадів, мм        | 0            | 0            | 0            | 30           | 100          | 140          | 220          | 310          | 220          | 80           | 0            | 0            | 1140         |
| Днів з дощем            | 0            | 0            | 0            | 3            | 7            | 9            | 12           | 14           | 12           | 5            | 0            | 0            | 66           |
| Вологість повітря, %    | 37           | 31           | 27           | 33           | 44           | 50           | 62           | 71           | 67           | 54           | 41           | 40           | 46           |
| ----------------------- | ------------ | ------------ | ------------ | ------------ | ------------ | ------------ | ------------ | ------------ | ------------ | ------------ | ------------ | ------------ | ------------ |
| Джерело: Weatherbase    |              |              |              |              |              |              |              |              |              |              |              |              |              |

## Назва
Назва Сарх походить від народу сара, який населяє довколишню місцевість — найчисленнішої етнічної групи південного Чаду. Сарх був заснований французами як Форт-Аршамбо для поселення колишніх працівників трудових таборів, які повертались з будівництва залізниці Конго — Океан (1924–1934). Місто було перейменоване на Сарх в 1973 році під час кампанії «африканізації», влаштованої тодішнім президентом країни Франсуа Томбалбаєм.

## Економіка
Завдяки жаркому клімату з рясними опадами під час вологого сезону в околицях Сарху розвинена культивація бавовни, яка до відкриття родовищ нафти була основною статтею чадського експорту; в 1967 році в місті був побудований великий текстильний комбінат, який займається переробкою бавовни-сирцю (прядінням, тканням, відбілюванням та вибиванням). Сарх також є центром комерційного річкового рибальства, а також регіональним ринковим центром збуту продуктів м'ясного тваринництва зі своєю бойнею і рефрижераторними сховищами.
Сарх — важливий транспортний вузол південної частини країни. Місто розташоване на автотрасі, що з'єднує столицю Чаду Нджамену зі столицею ЦАР Бангі; річка Шарі між Сархом і Нджаменою судноплавна більшу частину року. У місті є аеропорт (код IATA: SRH).

## Культура
Також в місті є лікарня і три середніх навчальних заклади:
- Ліцей Ахмеда Манге (громадський);
- Ліцей-коледж Шарля Лванги (приватний, католицький);
- Ліцей-коледж «Юманіте» (приватний, баптистський)

У 1997 році в місті був відкритий Інститут сільського господарства і довколишнього середовища (Institut Universitaire des Sciences Agronomiques et de l'Environnement de Sarh — IUSAES).
Також у місті працює Національний музей Сарха.

## Відомі люди
- Фелікс Маллум, президент Чаду в 1975–1979 роках, народився у Сарху.

## Міста-побратими
- Шербур-Октевіль (з листопада 2001)